# Optisches Band

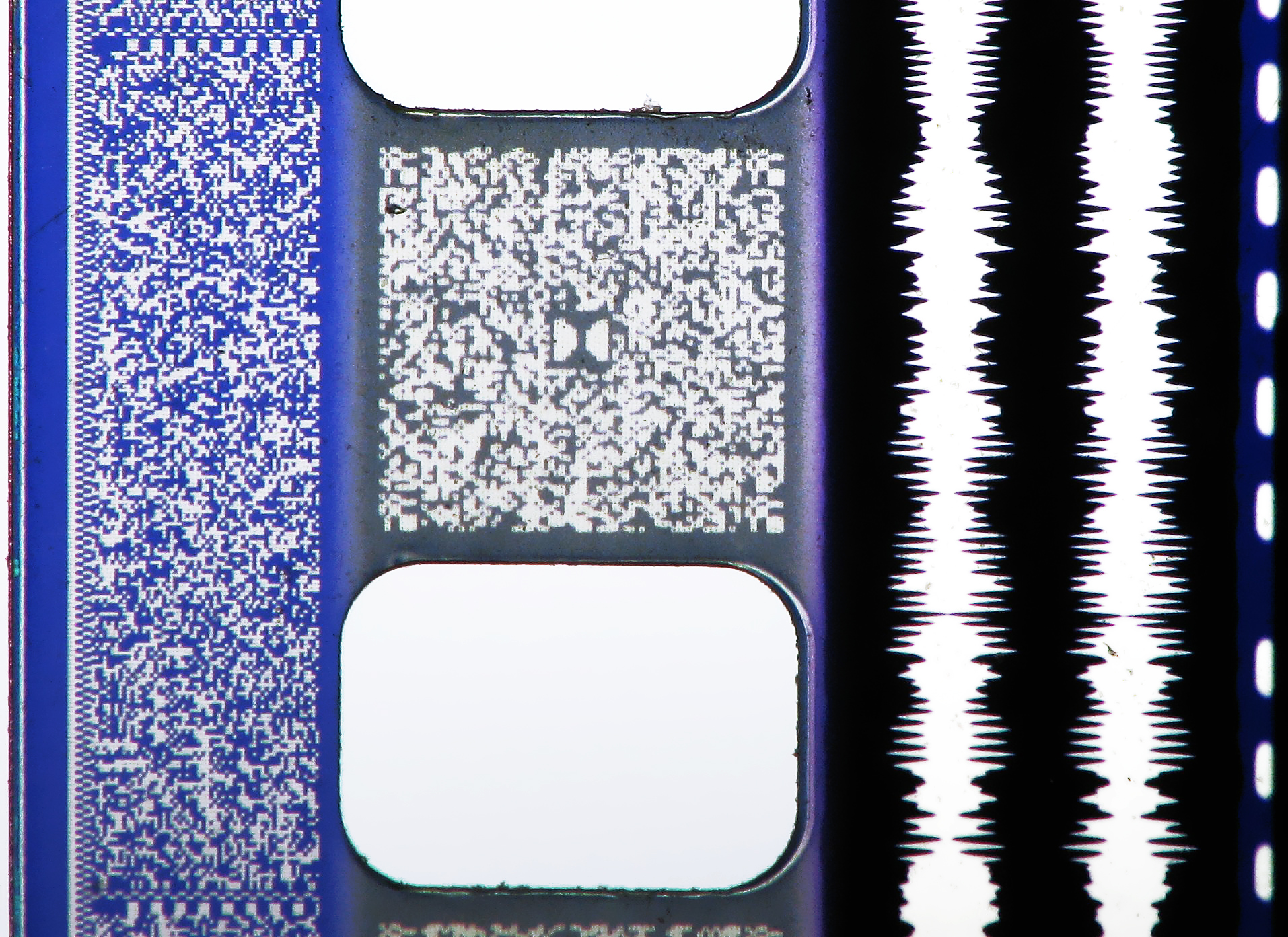
Ein Stück Kinofilm, das zwei digitale Audio-Formate zeigt (Blau:SDDS, Grau:DD), zusammen mit dem analogen Audio-Format. Obwohl streng genommen kein Optical-Tape-Format, gleicht es diesem doch sehr.

Das Optische Band (engl. Optical Tape) ist ein Medium für die optische Speicherung und besteht in der Regel aus einem langen und schmalen Streifen aus Kunststoff, auf den Muster geschrieben und wieder gelesen werden können. Es vereint Technologien von Kinofilm und von optischen Speichermedien, ist aber mit keinem von beiden kompatibel.
In den 1990er Jahren war geplant, das Optische Band zu einem allgemeinen Speichermedium für Computer zu machen, das mit hoher Kapazität und schneller Datenrate aufwartet. Mindestens ein funktionierendes System und mehrere Prototypen wurden bis heute entwickelt, aber keine dieser Technologien ist weit verbreitet.
Die Motivation hinter der Entwicklung dieser Technologie ist die Möglichkeit, weitaus größere Speicherkapazitäten als bei Magnetbändern oder Optischen Speicherplatten zu erreichen. 
Das erste kommerzielle optische Bandsystem wurde von CREO Products im Jahr 1990 eingeführt (12-Zoll, 35 mm) mit der damals gigantischen Kapazität von 1 TB. Heutige Systeme haben Kapazitäten bis zu 100 TB.
In den späten 1990er bildeten sich zwei von der NIST geförderte Industrie-Konsortien zur optischen Bandtechnologie:
- TRAAMS/DOTS (Polaroid/Kodak, Motorola, Xerox, ECD, Honeywell, SAIC, …)
- DVOTR/LOTS (Polaroid, LOTS, Avid, EMC, Lucent)[6][7]